# Poisieux
Poisieux is een gemeente in het Franse departement Cher (regio Centre-Val de Loire) en telt 196 inwoners (2005). De plaats maakt deel uit van het arrondissement Bourges.

## Geografie
De oppervlakte van Poisieux bedraagt 10,3 km², de bevolkingsdichtheid is 19,0 inwoners per km².
De onderstaande kaart toont de ligging van Poisieux met de belangrijkste infrastructuur en aangrenzende gemeenten.

## Demografie
Onderstaande figuur toont het verloop van het inwonertal (bron: INSEE-tellingen).

1. ↑  Populations de référence 2022.